# 野澤隆一
野澤 隆一（のざわ りゅういち、1902年（明治35年）5月28日 - 1991年（平成3年）3月31日）は、日本のジャーナリスト、実業家。信越放送代表取締役社長、共同テレビジョンニュース社（現・共同テレビジョン）代表取締役社長を務めた。

## 略歴
長野県上伊那郡伊那富村（現・辰野町）出身。長野県立諏訪中学校（現・長野県諏訪清陵高等学校）、第二高等学校を経て、1927年東京帝国大学経済学部卒業。
毎日新聞社入社。東京大学総長小野塚喜平次に懇望され東京大学学生課に勤務し東京大学新聞社を創設、主幹を務めた。小平権一のもとで大政翼賛会企画部長を務め、日本出版会理事、日本印刷工業会専務理事を経て、1951年信越放送の設立に参画し東京支社長、1955年同社代表取締役社長。水野成夫の求めで 1956年文化放送専務取締役に就任。1957年フジテレビ取締役を経て、1960年共同テレビジョンニュース社（現・共同テレビジョン）代表取締役社長、1967年同社代表取締役会長。1974年文化放送相談役。1976年勲三等瑞宝章受章。